# Route nationale 104 (France)
Pour les articles homonymes, voir Route nationale 104 et Francilienne.
La route nationale 104, ou RN 104, aussi désignée — par abus de langage — La Francilienne, est une route nationale française constituant l'un des principaux tronçons de la Francilienne et reliant, d'une part, Villiers-Adam, où elle se raccorde à la RN 184, à Roissy-en-France, où elle se raccorde à l'autoroute A1 (partie nord de la Francilienne), et, d'autre part, Noisiel, où elle se raccorde à l'autoroute A4 via l'échangeur de Lognes, à Marcoussis (raccordement à l'autoroute A10) et à la RN 118 (partie sud-sud-est de la Francilienne).
Au nord-est, sa longueur est de 20 km et, au sud-est, de 60 km.

## Présentation
Au sud, cette numérotation ne date pas tout à fait des débuts de la Francilienne, étant donné que sa section sud porta d'abord les numéros de RN 446 (entre Courcouronnes et Fleury-Mérogis) et RN 447. Elle a été choisie par souci de continuité avec la section nord-est de la Francilienne dénommée A 104, et ceci malgré la présence d'une route déjà numérotée ainsi en Ardèche.
Au nord, un arrêté du ministre des Transports du 20 décembre 2005 a classé en RN 104 le CD 104 du Val-d'Oise entre la RN 184 et l'échangeur avec l'A1 à compter du 1er janvier 2006, ceci à contre-courant du déclassement de bon nombre de routes nationales passées routes départementales à cette même date. Elle est considérée comme faisant partie du réseau structurant par l’État, d'où son reclassement en RN.
Elle devrait à terme intégrer le réseau autoroutier francilien, et être prolongée vers l'ouest jusqu'à Orgeval dans les Yvelines, pour soulager le trafic de la RN 184 qui traverse des zones urbanisées.
La route historique numérotée RN 104 reliait Le Pouzin à Alès. Après la réforme de 1972, la section méridionale entre Aubenas et Alès a été déclassée en RD 104 dans l'Ardèche et en RD 904 dans le Gard. Entre Les Avelas et Saint-Paul-le-Jeune, le tronc commun avec l'ancienne RN 101 a été logiquement rattaché à la RD 901, bien que cette dernière route soit de moindre importance. Un nouveau tracé est en construction entre Aubenas et Uzer ; l'ancien tracé est progressivement renuméroté en RD 104B.
La section du Pouzin à Aubenas garda la numérotation RN 104, après la création de la Francilienne dans les années 1970. Ce doublon qui a perduré plusieurs années a motivé sa renumérotation en RN 304, qui avait déjà été attribué à l'ancienne N 86G entre Loriol-sur-Drôme et Le Pouzin. L'intégralité de ce parcours est désormais reversé aux département de l'Ardèche par application du décret du 5 décembre 2005. Ce parcours devient alors RD 104.

## Tracé actuel

### Section nord de Villiers-Adam (N184) à Roissy-en-France (A1)
- Échangeur entre N184 et N104 : Presles, Nerville-la-Forêt, A16 (de et vers N184)
- 89 Baillet-en-France - centre (RD 3) : Baillet-en-France, Bouffémont, Chauvry
- 90 Baillet-en-France - Z.A.E (RD 9 / RD 301) : Baillet-en-France, Montsoult, Domont, Sarcelles, La Croix Verte
- Échangeur entre A16 et N104 : Calais, Amiens, Beauvais, L'Isle-Adam (de et vers A1)
- 91 Attainville : Attainville, Viarmes (de et vers A1)
  -  Aire de service d'Attainville (sens N184-A1) : Station Esso
- 93 Villiers-le-Sec (RD 9) : Villiers-le-Sec, Mareil-en-France, Belloy-en-France
- 94a Écouen  Échangeur entre RD 316 et RN 104 : Sarcelles, Le Mesnil-Aubry, Écouen
- 94b Chantilly  Échangeur entre RD 316 et RN 104 : Chantilly, Luzarches
- 95 Fontenay-en-Parisis (RD 10) : Fontenay-en-Parisis, Mareil-en-France, Villiers-le-Bel
- 96 Marly-la-Ville (RD 10) : Marly-la-Ville (de et vers A1)
- 97 Louvres - Z.A (RD 184) : Louvres
- 98 Louvres - centre (RD 317) : Senlis, Louvres, Gonesse, Le Bourget
- 99 Roissy-en-France (RD 212) : Roissy-en-France, Épiais-lès-Louvres, Le Mesnil-Amelot
- Échangeur entre A1, A104 et N104 : Lille, Ch.de Gaulle, Paris - Porte de la Chapelle, (A5) Lyon, (A4) Metz-Nancy, Torcy, Marne-la-Vallée, Meaux (trois-quarts-échangeur)
  -  L'N104 devient l'A104

### Section sud-est de Lognes (A4) à Lieusaint (A5)
- Échangeur entre A4 / A104, RD 499 et RN 104 (échangeur de Lognes) : Paris - Porte de Bercy, Noisy-le-Grand, Reims, Metz-Nancy, Val-Maubuée - centre, Torcy, Noisiel, Marne-la-Vallée
- 13 Val Maubuée - sud : Lognes, Émerainville, Val-Maubuée
- (en projet)  13.1 Croissy-Beaubourg : Croissy-Beaubourg
  -  2x3 voies
  -  Aire de service de la Soubriarde (sens A5-A4)
- 14 Roissy-en-Brie - centre : Émerainville, Pontault-Combault - Gare, Roissy-en-Brie
  -  2x2 voies
- 15 Pontault-Combault - centre : Pontault-Combault (de l'A4) +  Aire de service des Berchères (sens A4-A5)
- 16 Pontault-Combault - Z.A Croix-Saint-Claude : Pontault-Combault, Roissy-en-Brie
- 17 Pontault-Combault - Pavé  Échangeur entre RN 4 et RN 104 : Champigny-sur-Marne, Pontault-Combault, La Queue-en-Brie
- 17b Nancy  Échangeur entre RN 4 et RN 104 : Nancy par RD, Ozoir-la-Ferrière
- 18 Lésigny - centre : Lésigny, Férolles-Attilly
- 19 Lésigny - Réveillon : Lésigny, Santeny, Servon
- 20 Ferolles-Attilly : Ferolles-Attilly, Servon (de et vers A5) (demi-échangeur)
- 21 Brie-Comte-Robert - Z.A  Échangeur entre RN 19 et RN 104 : Brie-Comte-Robert, Créteil, Boissy-Saint-Léger, Servon
- 22 Brie-Comte-Robert - centre : Brie-Comte-Robert (de et vers l'A105) (demi-échangeur)
- 23 Évry-Grégy-sur-Yerre : Combs-la-Ville, Évry-Grégy-sur-Yerre (de et vers A5) (demi-échangeur)
- Échangeur entre A105 et RN 104 : Melun, Réau, Troyes (A5)
- 24 Combs-la-Ville : Combs-la-Ville, Moissy-Cramayel Parc de l'Ecopôle
- 25 Lieusaint : Combs-la-Ville, Lieusaint, Parc du Parisud
- 26 Créteil  Échangeur entre RN 6 et RN 104 : Quincy-sous-Sénart, Paris, Créteil, Brunoy, Épinay-sous-Sénart

### Section sud de Lieusaint (A5) à Évry (A6)

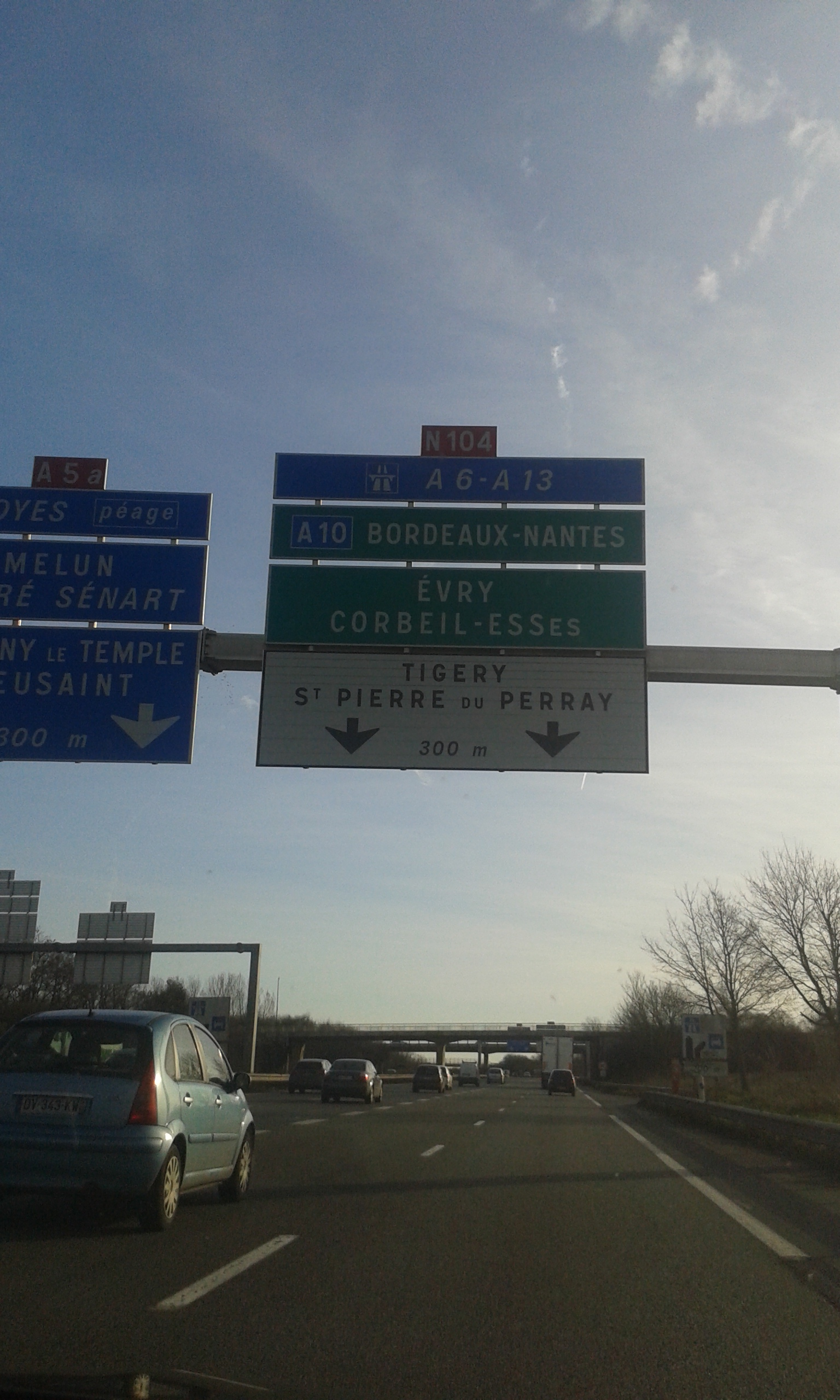
Panneau sur l'échangeur avec l'autoroute A5a.

- Échangeur entre A5 et RN 104 : Moissy-Cramayel, Carré Sénart, Savigny-le-Temple, Troyes, Lieusaint
- 27 Tigery - Parc des Vergers : Tigery, Saint-Pierre-du-Perray, Lieusaint
- 28 Tigery - Bourg : Tigery, Saint-Germain-lès-Corbeil
  -  2x4 voies
  -  Aires de service des Chevreaux (sens A5-A6),  de La Pointe Rigale (sens A6-A5)
- 29 Corbeil-Essonnes - Rive droite : Étiolles, Saint-Germain-lès-Corbeil, Soisy-sur-Seine, Corbeil-Essonnes
- 30 Corbeil-Essonnes - centre : Évry-Courcouronnes, Corbeil-Essonnes
  -  2 voies vers A5 +  3 voies vers A6
- 32a Évry - centre  Échangeur entre RN 7 et RN 104 : Évry-Courcouronnes, Corbeil-Essonnes - Centre Hospitalier
- 32b Corbeil-Essonnes - Les Tarterêts  Échangeur entre RN 7 et RN 104 : Corbeil-Essonnes
- 33 Corbeil-Essonnes - Les Coquibus : Lisses, Corbeil-Essonnes, Évry-Courcouronnes

### Section sud d'Évry (A6) à Marcoussis (A10/N118)
- Échangeur entre A6 et RN 104 : Paris - Porte d'Orléans, Lyon, Palaiseau, Fontainebleau, Lyon, Mennecy, Ris-Orangis, Grigny, Viry-Châtillon
  -  2x2 voies
- 34 Évry - centre : Évry-Courcouronnes (de et vers A5) (demi-échangeur)
- 35 Évry - Bois Sauvage (RN 449)  Échangeur entre A6 et RN 104 : Évry-Courcouronnes, Ris-Orangis
- 36 Évry - La Garenne : Évry-Courcouronnes
- 37a Parc de Saint Eutrope : Parc de Saint Eutrope, Ris-Orangis
- 37b Bondoufle : Bondoufle
- 38 Aire de Fleury :  Aire de service de Fleury (sens A10-A6)
- 39a Fleury-Mérogis : Fleury-Mérogis, Sainte-Geneviève-des-Bois
- 39b Brétigny - Z.I : Le Plessis-Pâté, Brétigny-sur-Orge, Bondoufle
- 40 Sainte-Geneviève-des-Bois : Sainte-Geneviève-des-Bois, Le Plessis-Pâté
- 41 Saint-Michel-sur-Orge : Saint-Michel-sur-Orge, Brétigny-sur-Orge
- 42 Brétigny - centre : Brétigny-sur-Orge, Saint-Michel-sur-Orge, Longpont-sur-Orge
- 43 Arpajon  Échangeur entre RN 20 et RN 104 : Paris - Porte d'Orléans, Orléans et Étampes par RN, Leuville-sur-Orge, Linas, Montlhéry, Arpajon, Marcoussis
  -  Aire de service du Fond des Prés (sens A10-A6)
  -  Aire de service de Beauvert (sens A6-A10)
- Échangeur entre A10, RN 118 et RN 104 : Paris (A6), Lille (A1), Z.A Courtabœuf - est, Palaiseau, Bordeaux, Orléans, Chartres, Nantes (A11), Paris Paris - Porte de St-Cloud, Versailles, Les Ulis, Boulogne-Billancourt, Les Ulis, Z.A Courtabœuf - ouest
  - La RN 104 devient la RN 118

## Ancien tracé du Pouzin à Alès

### Ancien tracé du Pouzin à Aubenas

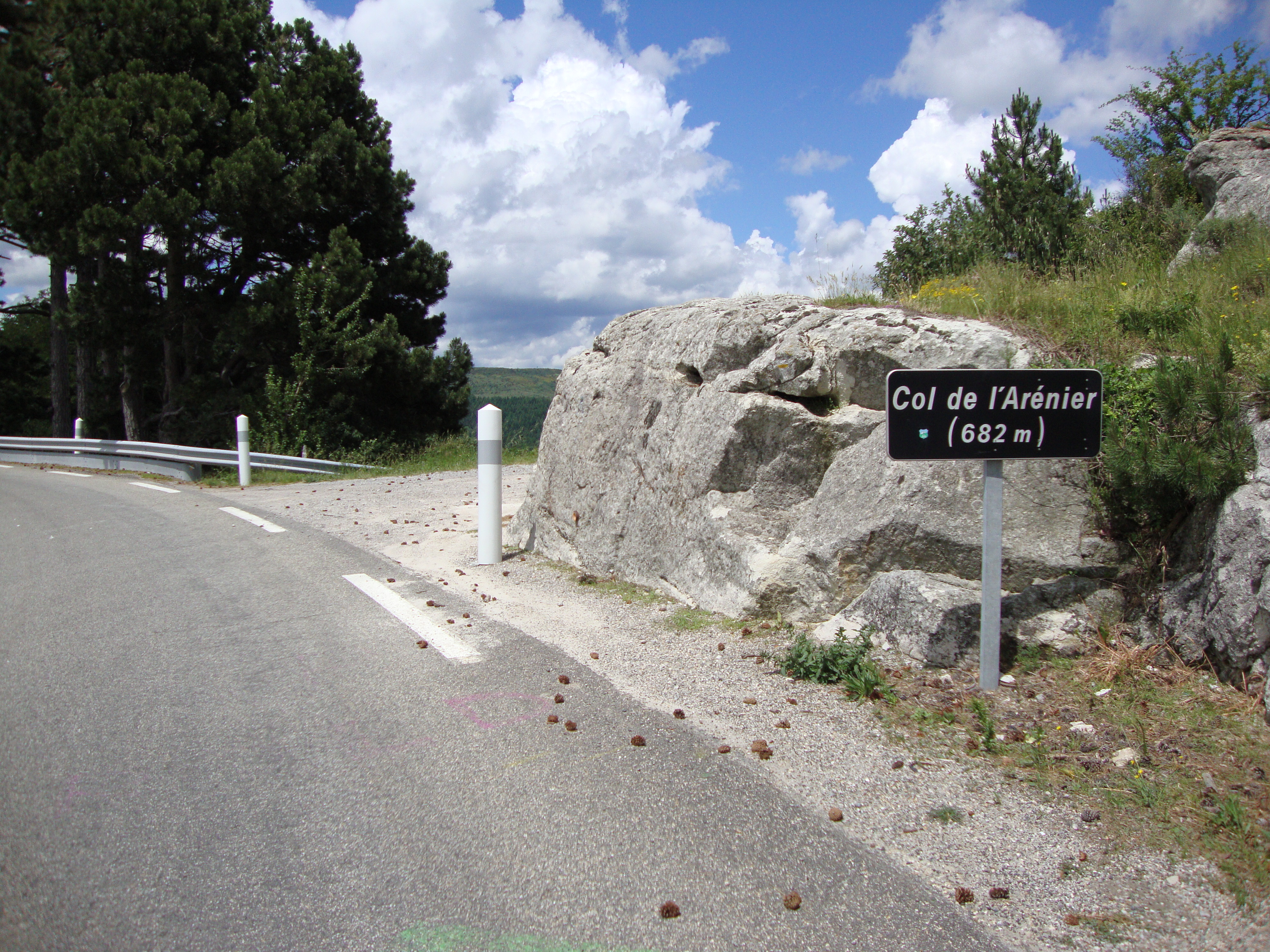
Col de l'Arénier

- Le Pouzin
- Saint-Julien-en-Saint-Alban
- Flaviac
- Privas
- Col de l'Arénier (682 m)
- Col de l'Escrinet (787 m)
- Vesseaux
- Saint-Privat
- Aubenas

### Ancien tracé d'Aubenas à Saint-Paul-le-Jeune
- Aubenas
- Saint-Étienne-de-Fontbellon
- Lachapelle-sous-Aubenas
- Uzer
- Bellevue, commune de Montréal
- Prends-Toi-Garde, commune de Laurac-en-Vivarais
- Rosières

- Joyeuse
- Notre-Dame-de-Bonsecours, commune de Lablachère
- Maison-Neuve, commune de Chandolas
- La Croisée-de-Jalès, commune de Berrias-et-Casteljau
- Les Avelas, commune de Banne
- Saint-Paul-le-Jeune

### Ancien tracé de Saint-Paul-le-Jeune à Alès
- Saint-Paul-le-Jeune
- Le Pont, commune de Saint-Brès
- Saint-Ambroix
- Les Mages
- Le Pont-d'Avène, commune de Rousson
- Les Rosiers
- Saint-Martin-de-Valgalgues
- Alès